# Division 1 i bandy
Division 1 i bandy är en bandyserie i Sverige. Den var Sveriges högsta serie på herrsidan säsongerna 1931-1980/1981, näst högsta division säsongerna 1981/1982-2006/2007 och tredje högsta divisionen sedan säsongen 2007/2008. Fram till säsongen 1981/1982 hette Sveriges andra division i bandy Division II. Division I var de sista åren som Sveriges andradivision uppdelad i fyra regionala grupper, Norra, Södra, Västra och Östra, med vanligtvis ungefär 8 lag i varje serie. Inför säsongen 2007/2008, då serien blev Sveriges tredjedivision, minskades den till sex 10-lagsserier. Säsongen 2009/2010 delades serien in i fyra 10-lagsserier. Från och med vintern 2013 kommer det vara fem division 1-serier igen.

### Fotnoter
1. ↑  ”Nytt seriesystem införs 2009/10” (på  PDF). Svenska Bandyförbundet. 14 juni 2008. https://iof1.idrottonline.se/globalassets/svenska-bandyforbundet/pdf-filer/tavlingsarenden/nytt-seriesystem.pdf.